# Ned Beatty
Ned Thomas Beatty (Louisville, Kentucky, 6 de juliol de 1937 – Los Angeles, Califòrnia, 13 de juny de 2021) va ser un actor estatunidenc. Va treballar en més de 100 pel·lícules i va estar nominat a un premi Oscar, dos premis Emmy, un MTV Movie Award i un Globus d'Or. Aquestes nominacions van ser producte de la seva actuació en pel·lícules i sèries de televisió com Network (1976), Friendly Fire (1979), Last Train Home (1990), Hear My Song (1991), l'adaptació al cinema de La gata sobre la teulada de zinc (2004) i Toy Story 3 (2010).
Va participar en pel·lícules de gran èxit comercial amb papers com Bobby Trippe a Deliverance (1972), l'advocat Delbert Reese a Nashville (1975), Dardis a All the President's Men (1976), Bob Sweet a L'exprés de Chicago, Edwards a L'exorcista 2: L'heretge (1977), Otis, el sequaç de Lex Luthor, a Superman (1978) i Superman II (1980), Sydney Morehouse a The Toy (1982), Borisov i Pavel Petrovic a The Fourth Protocol (1987), el presentador Ernest Weller a Repossessed (1990), el pare de Rudy Ruettiger a Rudy (1993), el detectiu McNair a Just Cause (1995), Dexter Wilkins a Life (1999), l'agutzil a Where the Red Fern Grows (2003), el corrupte senador Charles F. Meachum a Shooter (2007), el congressista Doc Long a Charlie Wilson's War (2007) i la veu de l'antagonista Lots-O'-Huggin' Bear a Toy Story 3 (2010).